# Colostygia cyrnea
Colostygia cyrnea är en fjärilsart som beskrevs av Eugen Wehrli 1925. Colostygia cyrnea ingår i släktet Colostygia och familjen mätare. Inga underarter finns listade i Catalogue of Life.